# Konštantín Bauer

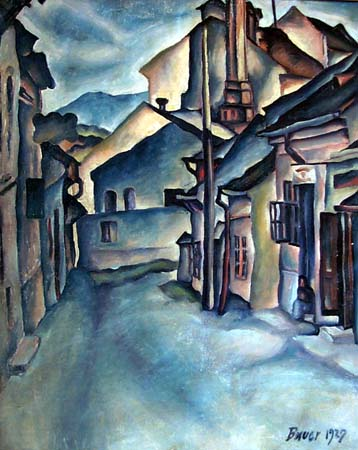
Vicolo (1927)

Konštantín Bauer (Slovenská Ľupča, 24 novembre 1893 – Košice, 28 dicembre 1928) è stato un pittore e ingegnere slovacco.

## Biografia
Nacque nella famiglia di un impiegato e trascorse l'infanzia a Banská Bystrica. A quindici anni si trasferì con la famiglia a Košice, dove frequentò le scuole. Dopo aver terminato gli studi di ingegneria meccanica a Budapest nel 1915, per un breve periodo lavorò come ingegnere a Sátoraljaújhely. Dal 1916 al 1918 lavorò come ingegnere ferroviario in Transilvania e in seguito come impiegato civile al Ministero della guerra a Vienna. Al suo ritorno a Košice fu impiegato in aziende pubbliche, dal 1919 fino alla morte fu direttore tecnico dell'azienda elettrica municipale.
Fu pittore autodidatta. Iniziò a dedicarsi alla pittura fin dal periodo degli studi. Per un breve periodo fu allievo privato della scuola di Elemír Halász-Hradil e in seguito si dedicò alla pittura senza abbandonare la professione ingegneristica.
Debuttò a cavallo tra il 1915 e il 1916 come ospite in una mostra di nove pittori di Košice nei locali del ginnasio premostratense di Košice. Nel 1919 prese parte alla mostra i artisti di Košice al Museo della Slovacchia orientale. Konštantín Bauer espose con Josef Jambor, pittore moravo e allievo di Max Švabinský nel 1921 al Museo di Košice. Nel 1923 prese parte a un'altra mostra di artisti figurativi di Košice organizzata dal Museo della Slovacchia orientale. Espone al Salon Rembrandt nel 1925 insieme ad altri quattro artisti di Košice. Nel 1927, il Museo della Slovacchia orientale allestì una mostra dell'opera collettiva di Konštantín Bauer. Dopo il successo di questa mostra, Konštantín Bauer preparò una mostra a Budapest nella primavera del 1929, ma la morte prematura, a seguito della tubercolosi, distrusse i suoi piani. Dal 7 al 28 aprile 1929, il Museo della Slovacchia orientale allestì una mostra postuma dell'opera di Bauer, che fu successivamente trasferita al Čierny orol di Prešov a dicembre con il titolo "L'eredità artistica di Konštantín Bauer".